# Курганье (Смолевичский район)
Курга́нье (бел. Курга́нне) — деревня в составе Курганского сельсовета Смолевичского района Минской области Республики Беларусь. Административный центр Курганского сельсовета. Расположен рядом с автодорогой Р59. В деревне работают библиотека, администрация Курганского сельского исполнительного комитета, два магазина, производственное предприятие ООО «КоТроффСтрой», пожарно-аварийный спасательный пункт. В деревне четыре улицы — Новая, Озерная, Садовая и Центральная, а также два переулка — Луговой и Тихий.

## Этимология
Данное имя собственное является названием-термином, образованным от основы «курган».

## История
На окраине деревни, в урочище Курганье (либо Клёник), возле ручья Бурлацкий брод (впадет в р. Уша) располагался курганный могильник, насчитывавший 40 курганов (не сохранились). Четыре кургана из этой группы диаметром 7—11 м и высотой 0,8—2 м были исследованы в 1886—1887 годах В. З. Завитневичем. Погребальный обряд был определён как трупоположение на материке головой на запад. При этом одно из захоронений находилось в деревянном гробу; здесь же был обнаружен железный нож, в отличие от остальных захоронений без инвентаря. Деревня Курганье по письменным источникам известна с XIX века. По переписи 1897 года околица в составе Верхменской волости Игуменского уезда, 5 дворов, 54 жителя. В начале XX века урочище, 10 дворов, 72 жителя. В 1917 году урочище, 7 дворов, 60 жителей. В 1926 году деревня с 9 хозяйствами, 56 жителей. В начале 1930-х годов проведена коллективизация. Многие уроженцы погибли в боях с немецко-фашистскими войсками во время Великой Отечественной войны. В 1958 году создан сельский Совет с центром в Курганье. В 1977 году с Курганьем слилась смежная деревня Копти. В 1996 году насчитывалось 134 хозйств, 372 жителя. Работали ферма крупного рогатого скота, мастерские по ремонту сельскохозяйственной техники. 
В 2008 году административный центр Курганского сельсовета перенесён из деревни Курганье в агрогородок Алесино.

## Население
По результатам переписи населения Белоруссии в 2009 году в Курганье насчитывалось 82 жителя.
| 1897 | 1917 | 1926 | 1996 | 2009 |
| ---- | ---- | ---- | ---- | ---- |
| 54   | 60   | 56   | 372  | 82   |

## Комментарии
1. ↑  Название и ударение даны по: Назвы населеных пунктаў Рэспублікі Беларусь: Мінская вобласць: нарматыўны даведнік / І. А. Гапоненка і інш.; пад рэд. В. П. Лемцюговай. — Минск: Тэхналогія, 2003. — С. 438. — 604 с. — ISBN 985-458-054-7.